# Bundesstrasse 53
Bundesstrasse 53 är en förbundsväg i Rheinland-Pfalz, Tyskland. Vägen som är omkring 80 kilometer lång går ifrån Trier till Alf.